# 4327 Райс
4327 Райс (4327 Ries) — астероїд головного поясу, відкритий 24 травня 1982 року.
Тіссеранів параметр щодо Юпітера — 3,239.